# Grubingen
Grubingen (später auch: Grübingen) ist eine Wüstung am Main im heutigen unterfränkischen Landkreis Miltenberg. In Urkunden und Akten des 14. Jahrhunderts erscheint die Kirche St. Michaelis unter diesem Namen. Vermutlich wurde die Siedlung spätestens in der Zeit des Dreißigjährigen Krieges Anfang des 17. Jahrhunderts ca. 1630 wegen einer Pest-Epidemie aufgegeben. Nur die Existenz der Kirche St. Michaelis (bzw. St. Michael) ist unter dem Namen Grubingen eindeutig belegt. Die Verwendung des weltlichen Ortsnamens „Grubingen“ ausschließlich für eine Kirche, die unter dem Patrozinium Sankt Michael stand, ist jedoch unwahrscheinlich. Außerdem wurde in den Flurbezeichnungen zwischen Grubinger Besitz und dem der Kirche St. Michaelis unterschieden.

## Geographie

### Geographische Lage

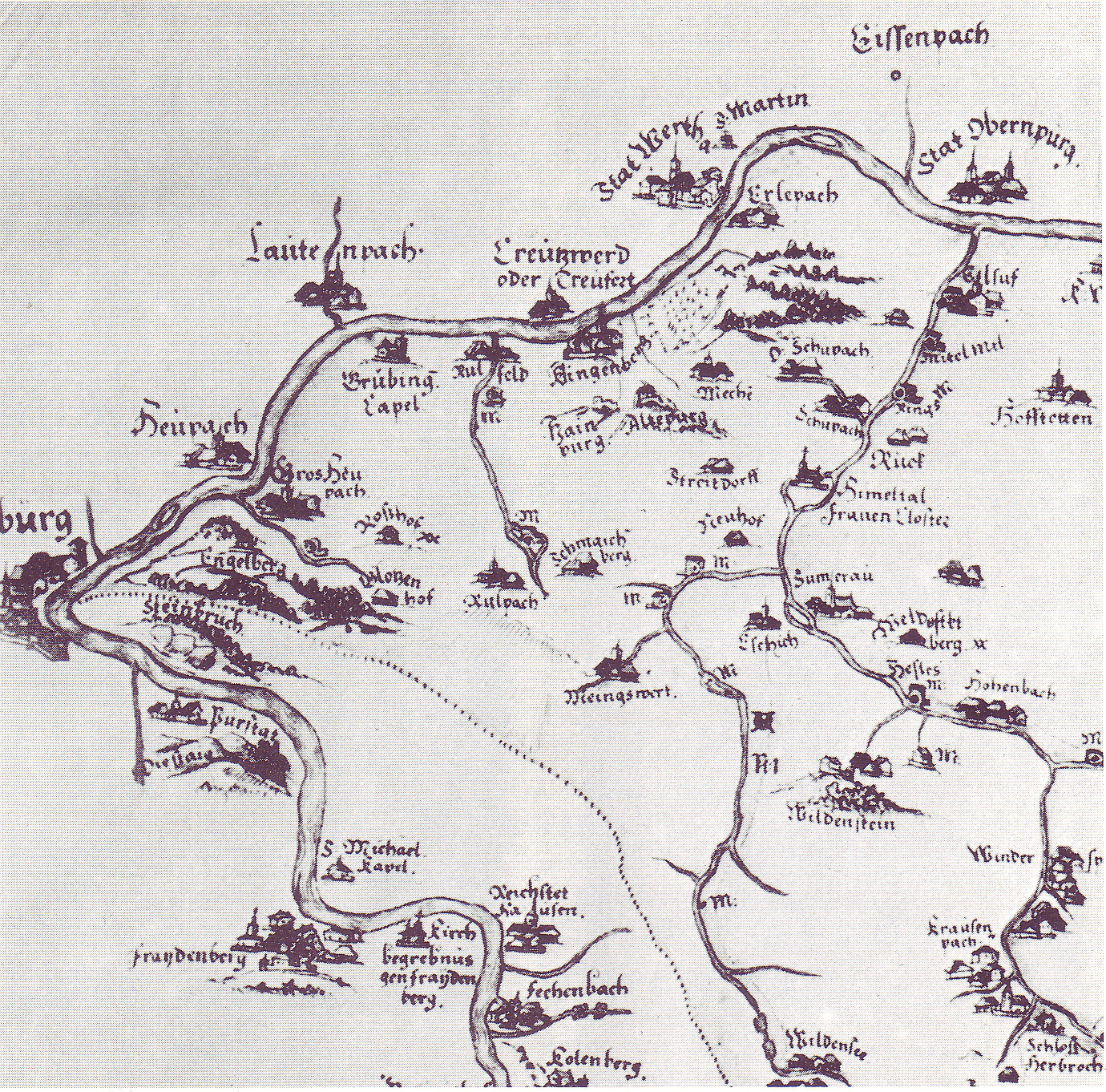
Grubingen in der Karte des Spessart von Paul Pfinzing von 1594 (Norden ist rechts)

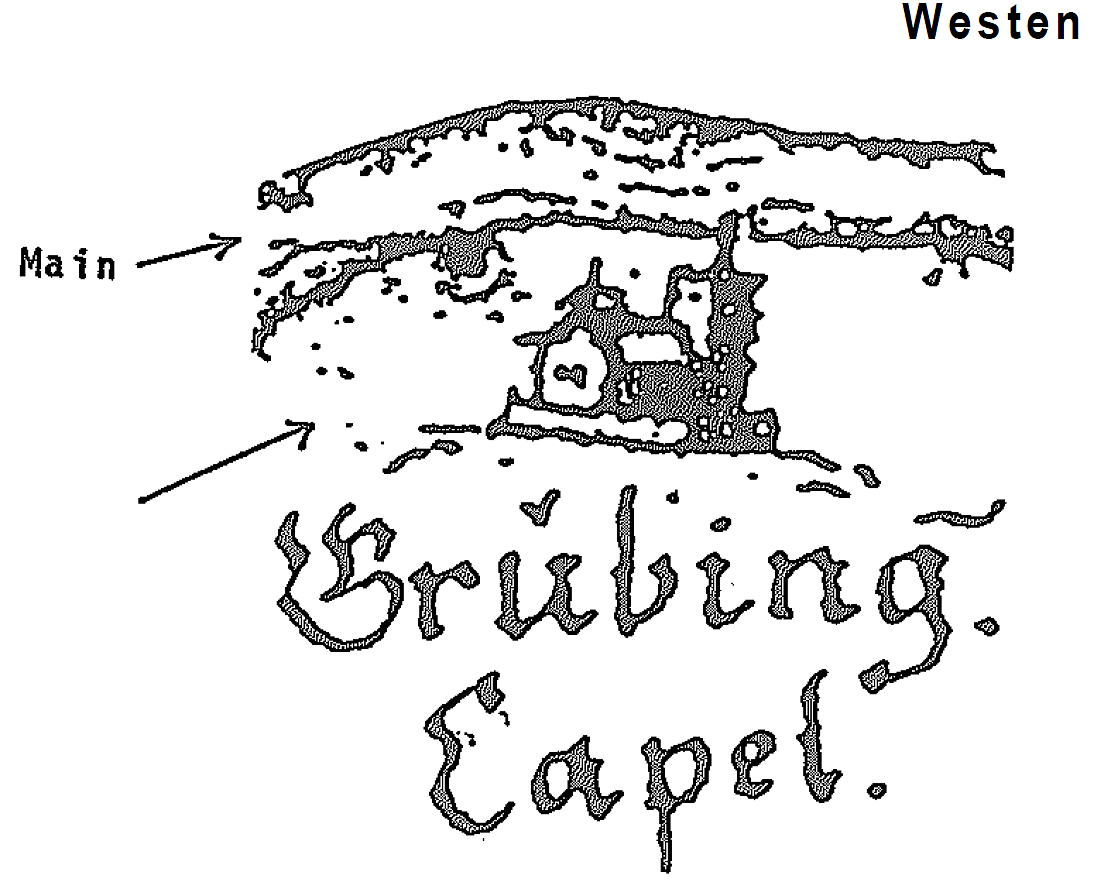
Die Kirche in Grubingen (Ausschnittvergrößerung der Karte von Paul Pfinzing)

Grubingen lag in dem Oberen Erzstift des Kurfürstentums Mainz, dessen Verwaltungshauptstadt Aschaffenburg war.
Heute liegt das Gebiet der ehemaligen Siedlung im bayerischen Teil des Spessarts zwischen Röllfeld und Großheubach, 8 km von der heutigen Kreisstadt Miltenberg, 28 km von Aschaffenburg, 65 km von Frankfurt am Main und 70 km von Würzburg entfernt an der heutigen Staatsstraße 2309. Der Kirchhof liegt auf den Koordinaten 49°50'31.9"N 9°03'54.1"E.

### Heutige Gemeinden
Heutige Gemeinden sind im Westen Laudenbach, im Norden der Klingenberger Ortsteil Röllfeld, auf dessen Gebiet Grubingen heute liegt, im Osten Röllbach und Mönchberg und im Süden Großheubach.

## Geschichte

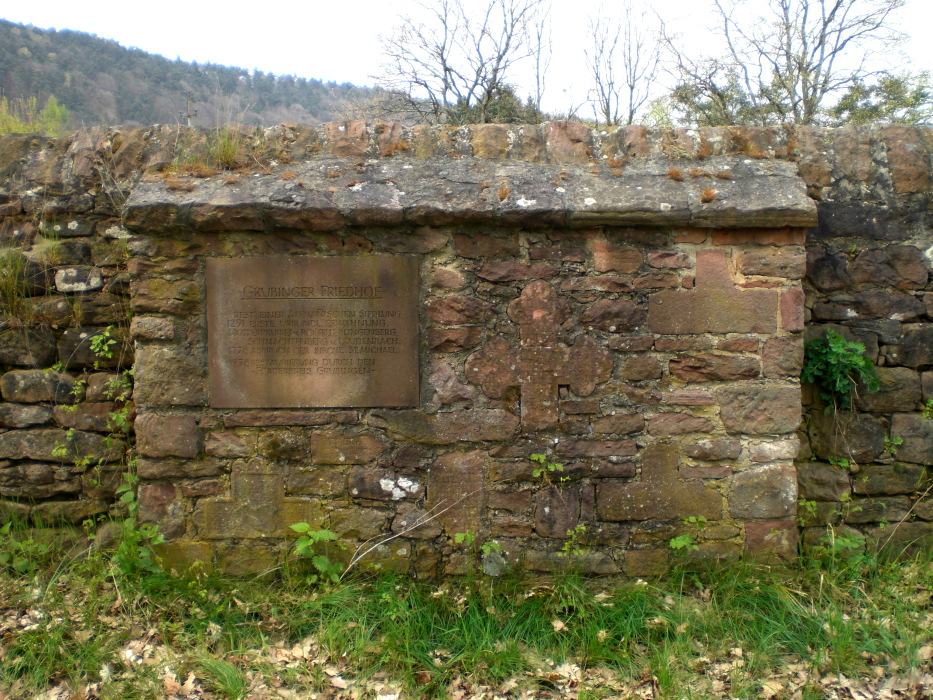
Gedenktafel an der Westmauer des Grubinger Friedhofs im Jahr 2008

Die Endung "-ingen" des Namens "Grubingen" deutet auf einen alemannischen Ursprung des Namens hin. Die Namen der Gewanne um den alten Friedhof machen es wahrscheinlich, dass sich dort eine Gerichtsstätte befand. Die Existenz einer Zollstätte ist in einer Urkunde von 1421 urkundlich belegt.
Grubingen wurde aber bereits das erste Mal Anfang des 14. Jahrhunderts urkundlich erwähnt. Papst Klemens V. (1305–1314) verlieh der Pfarrkirche St. Michaelis von Grubingen einen Ablass. 1368 schenkte Graf Poppo IV. von Wertheim (1260–1281) dem in Röllfeld wohnenden Pfarrer von Grubingen den Heuzehnten zu Schmachtenberg und Röllfeld. 1372 schenkte Konrad der Jüngere von Bickenbach sein Drittel am Kirchsatz zu Grubingen im damaligen Bistum Mainz dem Deutschen Orden. 1419 tauschte Graf Johann von Wertheim mit dem Deutschen Orden seine Hälfte am Dorf Röllfeld und seinen Teil am Kirchsatz zu Grubingen (die restlichen zwei Drittel) gegen den Kirchsatz zu Kembach bei Wertheim. Ab 1426 lag das Patronatsrecht für Grubingen ebenfalls beim Deutschen Orden. Vermutlich wohnten die Pfarrer seit diesem Jahr alle in dem Haus des Deutschen Ordens in Klingenberg. Dies führte im 16. Jahrhundert zu Streitigkeiten zwischen Klingenberg und Röllfeld. Unter anderem nahmen die Klingenberger das Grubinger Kirchenvermögen immer wieder in Anspruch. Der Kirchturm der heute noch existierenden Kirche St. Pankratius in Klingenberg wurde 1617 mit Geld aus dem Vermögen der Pfarrei in Grubingen finanziert. 1623 wurde der Grundstein für eine eigene Kirche in Röllfeld gelegt. 1630 wurde das Grubinger Kirchenvermögen von Erzbischof Anselm Casimir auf die Filialorte Klingenberg und Röllfeld verteilt.
Ende des 17. Jahrhunderts war die Anzahl der Gottesdienste in Grubingen stark zurückgegangen. Von Klingenberg aus wurde bis zum Jahre 1755 die Filiale Schmachtenberg betreut. Zu Röllfeld gehörte die Filiale in Laudenbach. 1755 war die Kirche in Grubingen baufällig geworden und der erzbischöfliche Kommissar in Aschaffenburg prüfte, ob die Kirche geschlossen werden könnte. Aus Röllfeld wurden jedoch zahlreiche Berichte über Wunder dagegen angeführt. Die Filialkirchen forderten eine Bausanierung der Grubinger Kirche. In der Grubinger Kirche kam es zu einem Einsturz eines Teiles der Decke. 1778 ordnete der erzbischöfliche Kommissar in Aschaffenburg den Abbruch der Grubinger Kirche und die Aufstellung eines Kruzifixes mit einer Gedenkinschrift an. Der Pfarrer Johann Peter Stadtmüller aus Mönchberg wurde für den Abbruch bevollmächtigt. Das Vermögen wurde unter den Pfarrkirchen Klingenberg und Röllfeld aufgeteilt. Der Kirchhof wurde geschlossen und die Unterhaltung der Friedhofsmauer an die beiden Kirchengemeinden übertragen. Das Material wurde verkauft. Unter anderem wurden die drei Glocken an die Kirche St. Johannes der Täufer in Mönchberg verkauft. 1779 wurde schließlich der Friedhof unter der Leitung der Pfarrer von Klingenberg und Röllfeld eingeebnet. 1814 kam das Gebiet an das Königreich Bayern.
1959 wurde die Ostmauer des Friedhofs nach Westen verschoben, um Platz für die Staatsstraße 2309 zu machen. 1979 wurde der Friedhof restauriert.

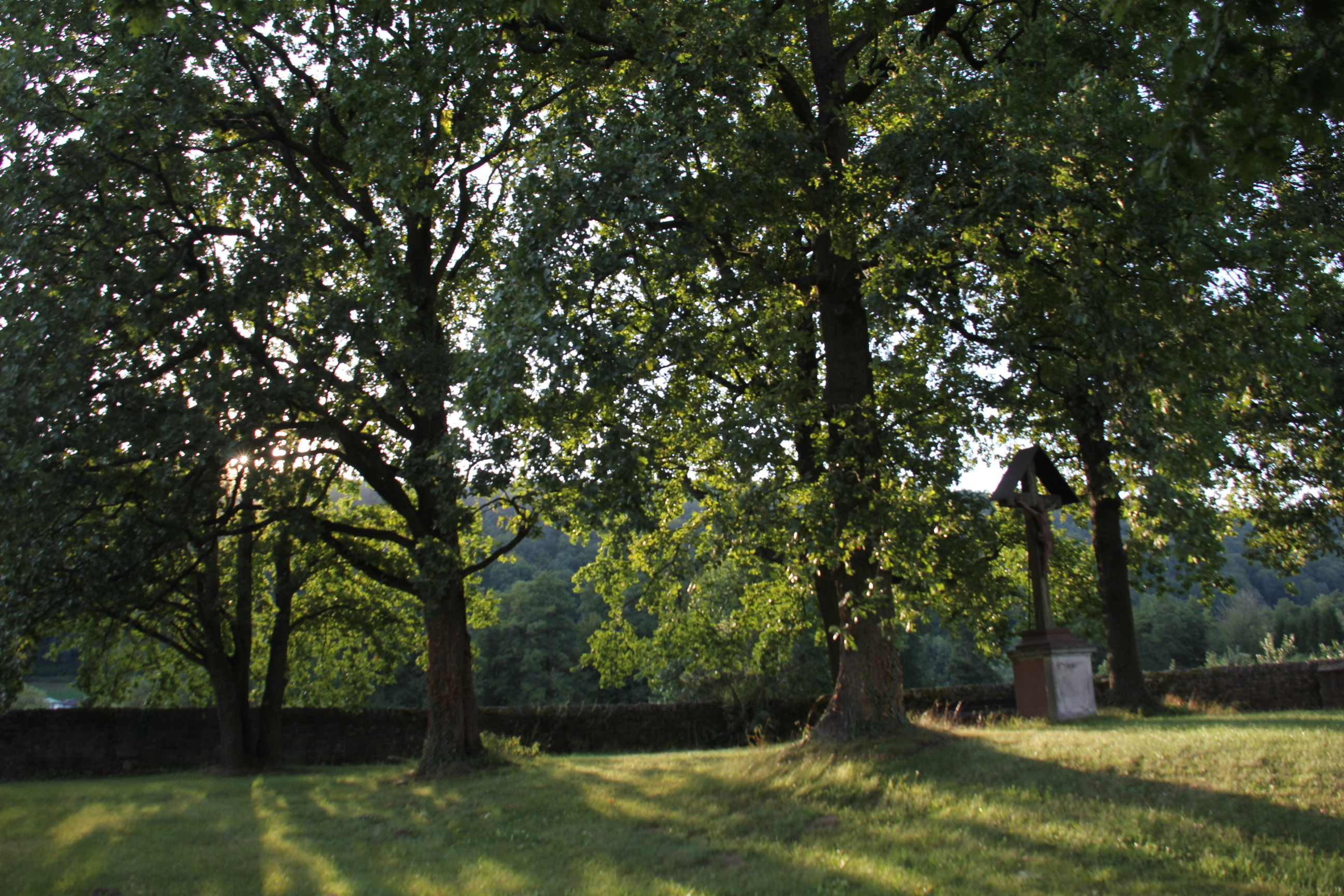
Grubingen, Innenansicht, Blick auf das Kreuz im Zentrum
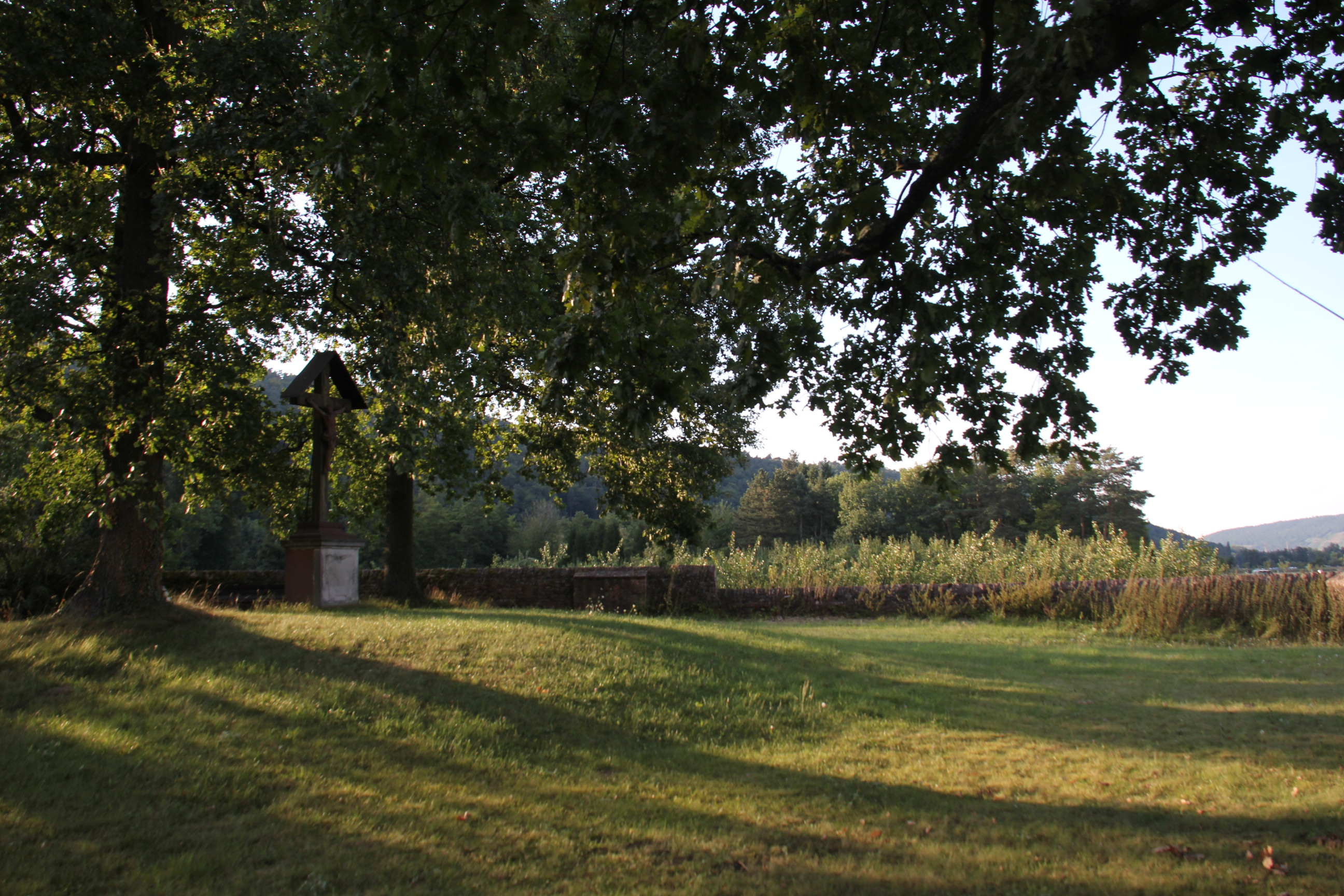
Grubingen, Innenansicht
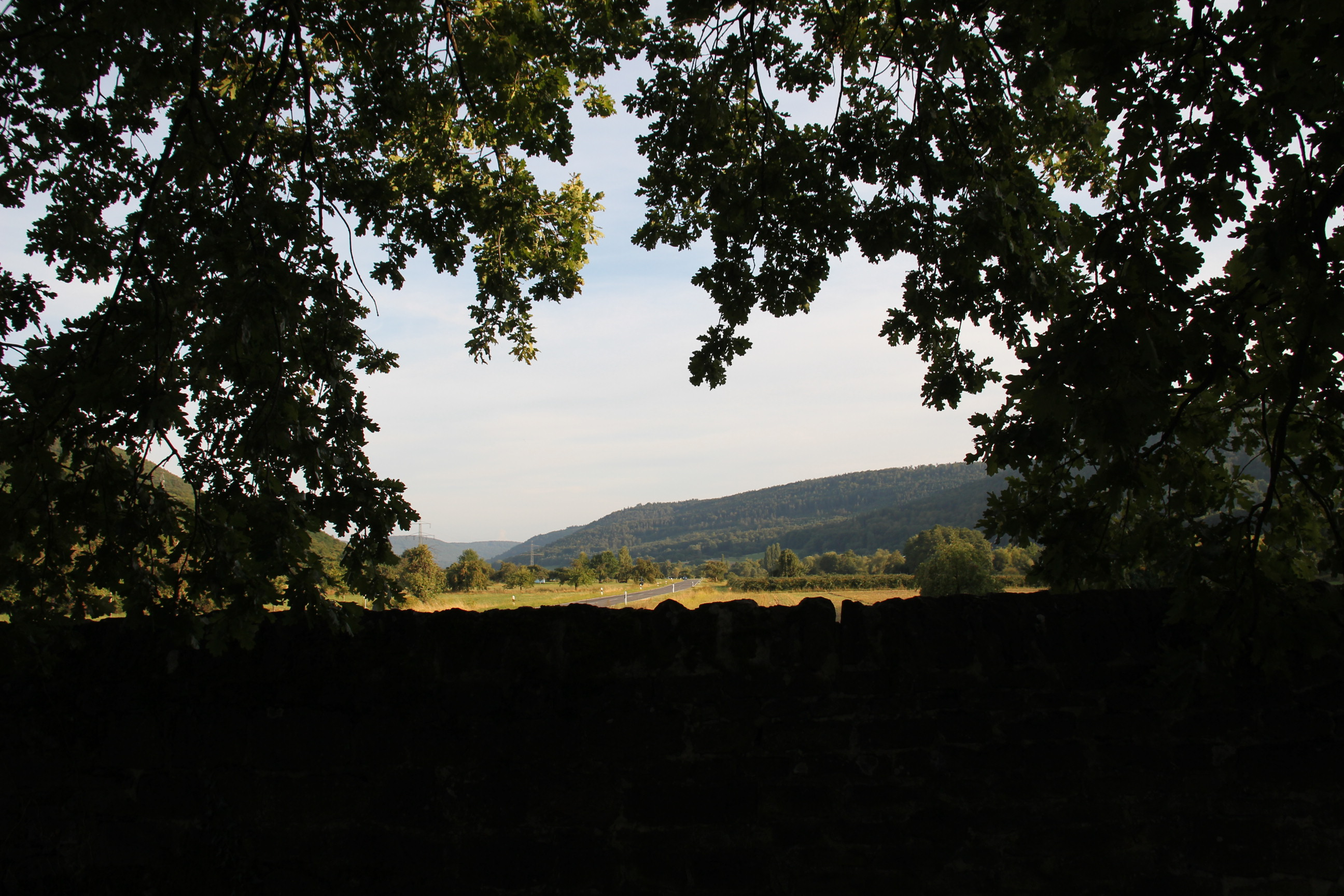
Grubingen, Blick auf die Staatsstraße 2309 nach Großheubach
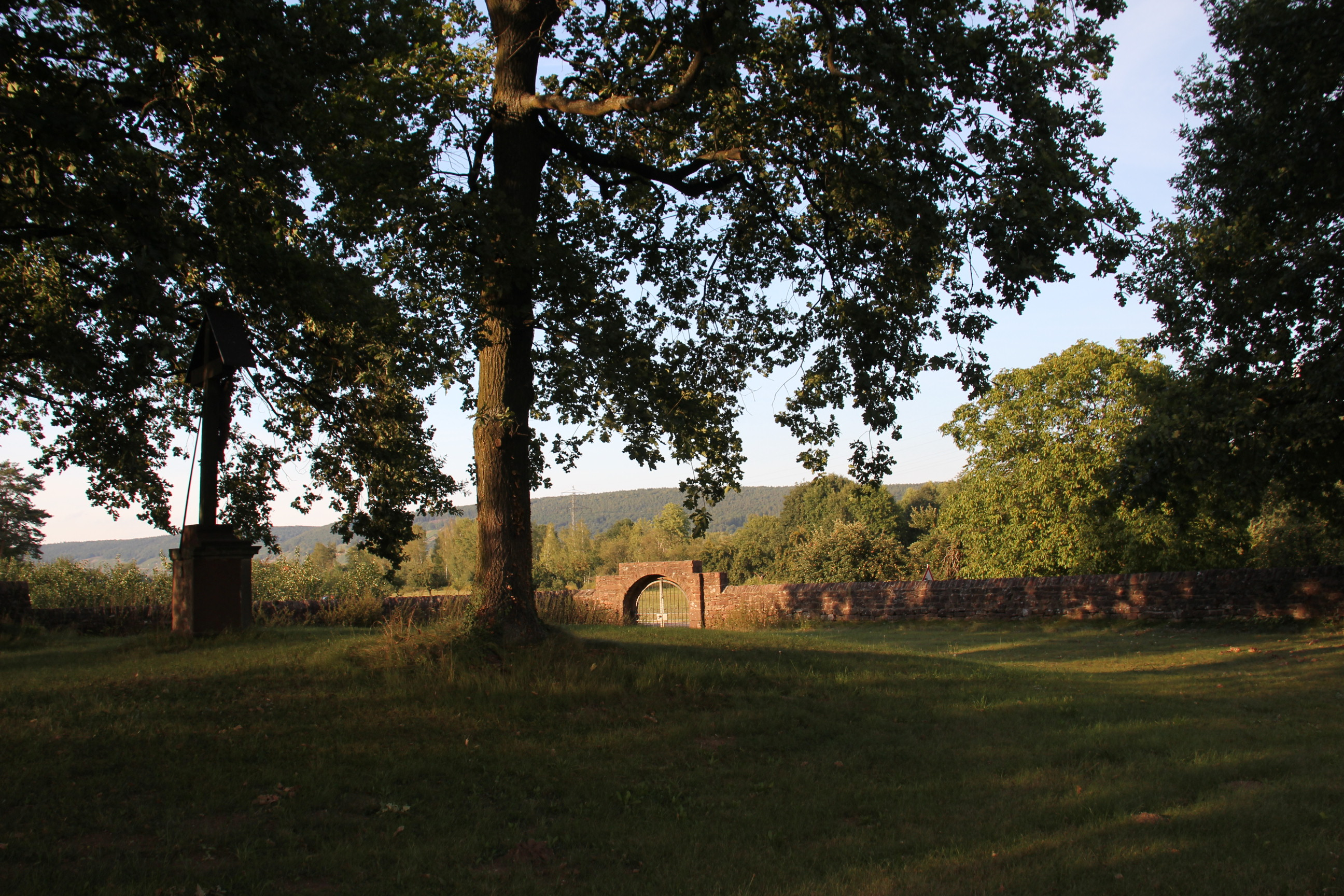
Grubingen, Innenansicht, Blickrichtung Eingangstor
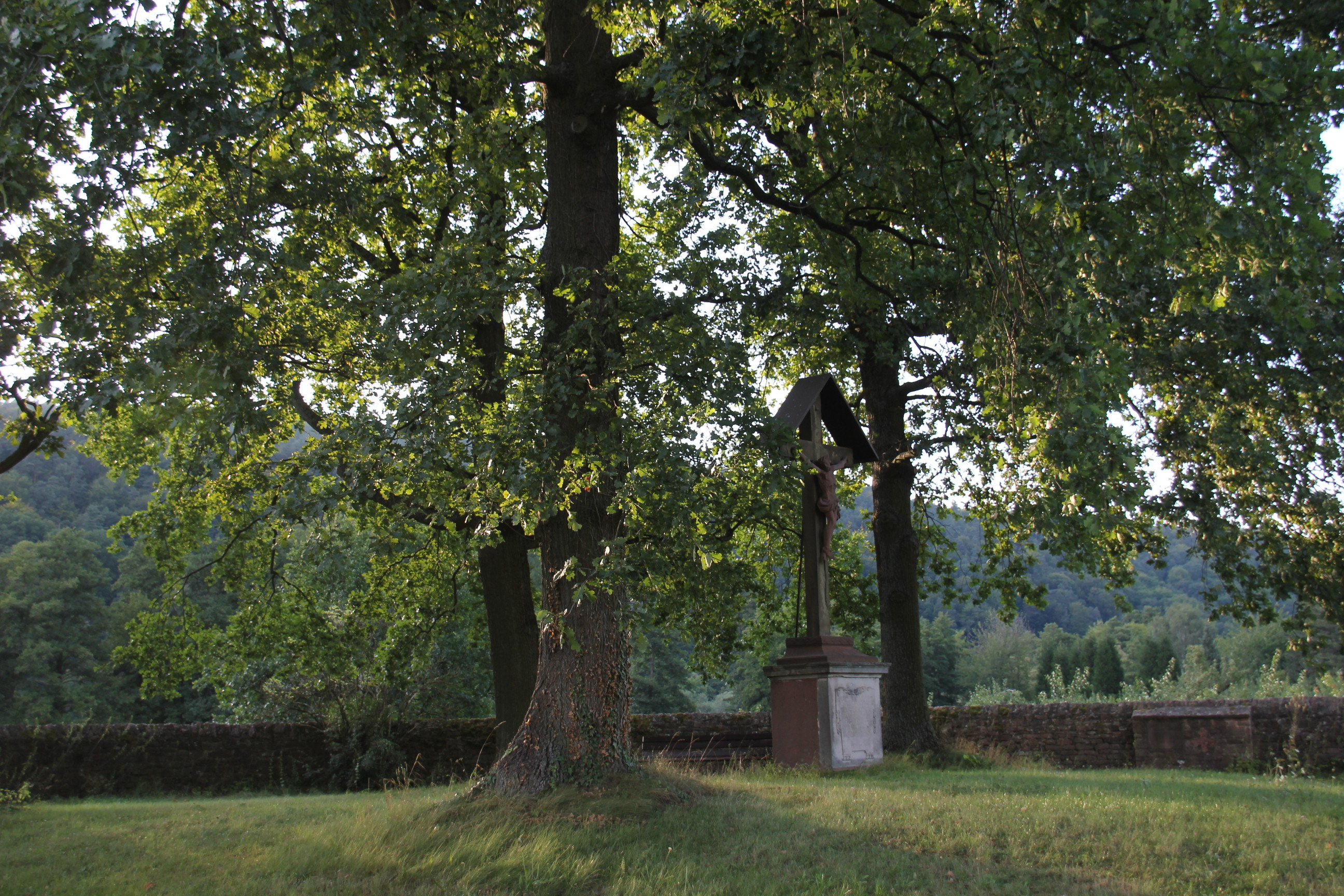
Grubingen, Innenansicht

### Kirche St. Michaelis
Die romanische Kirche in Grubingen besaß vier Altäre. Auf dem Friedhof stand ein Beinhaus und eine dem Heiligen Wendelin geweihte Kapelle.

## Heutige Situation

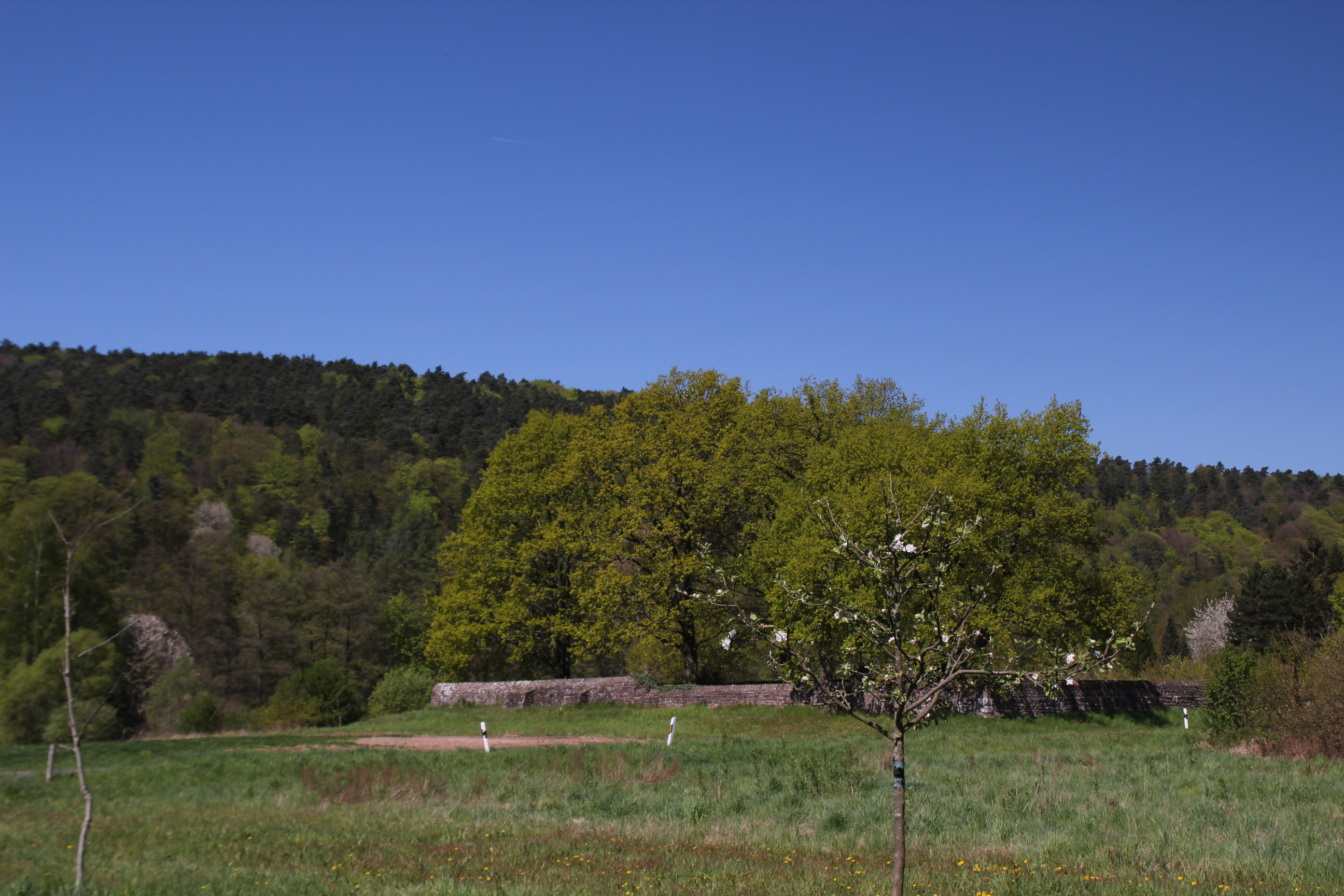
Grubingen, gesehen aus südöstlicher Richtung, vom Feldweg zur Kiesgrube
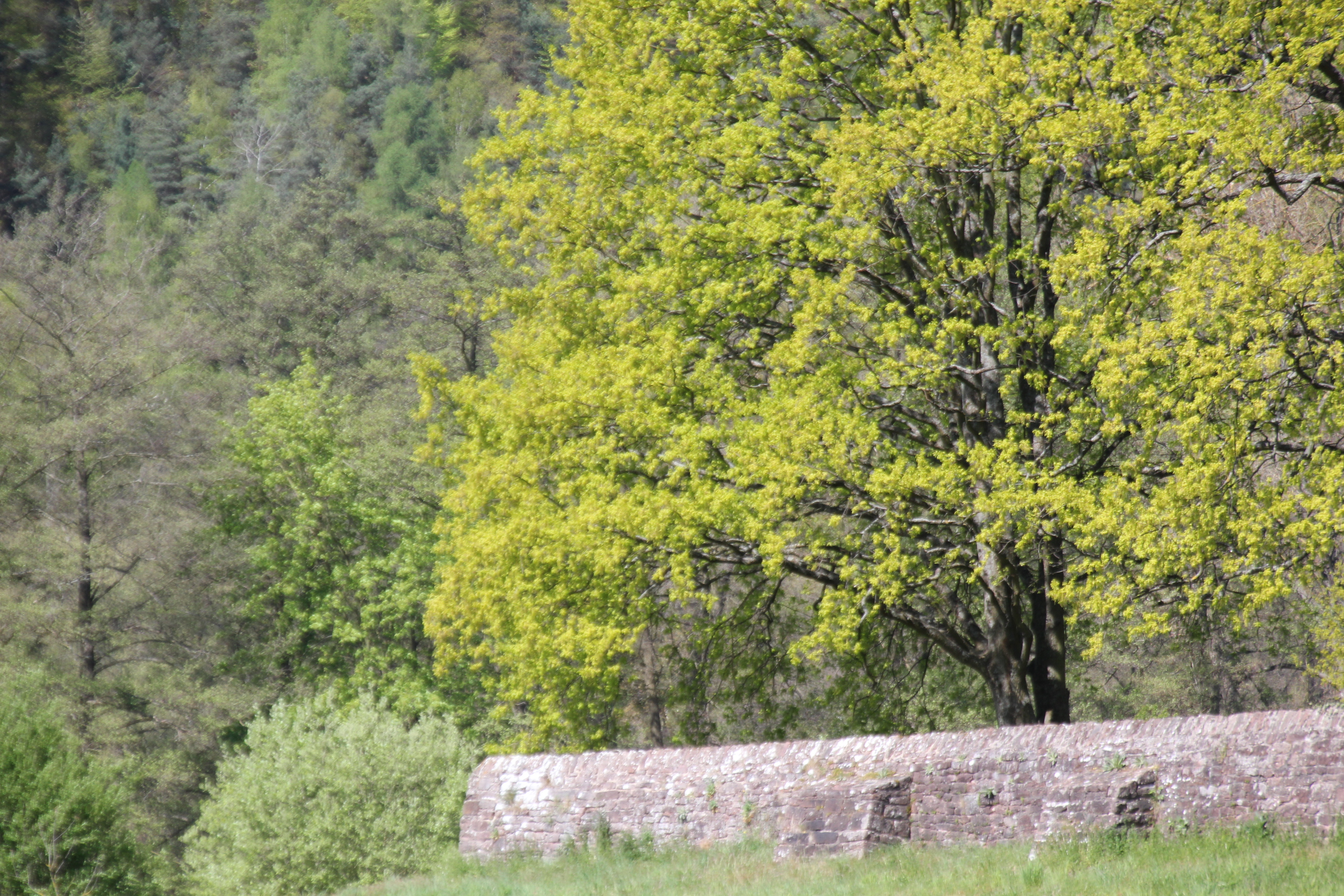
Grubingen, gesehen aus südöstlicher Richtung, Südwest-Ecke, Richtung Laudenbach
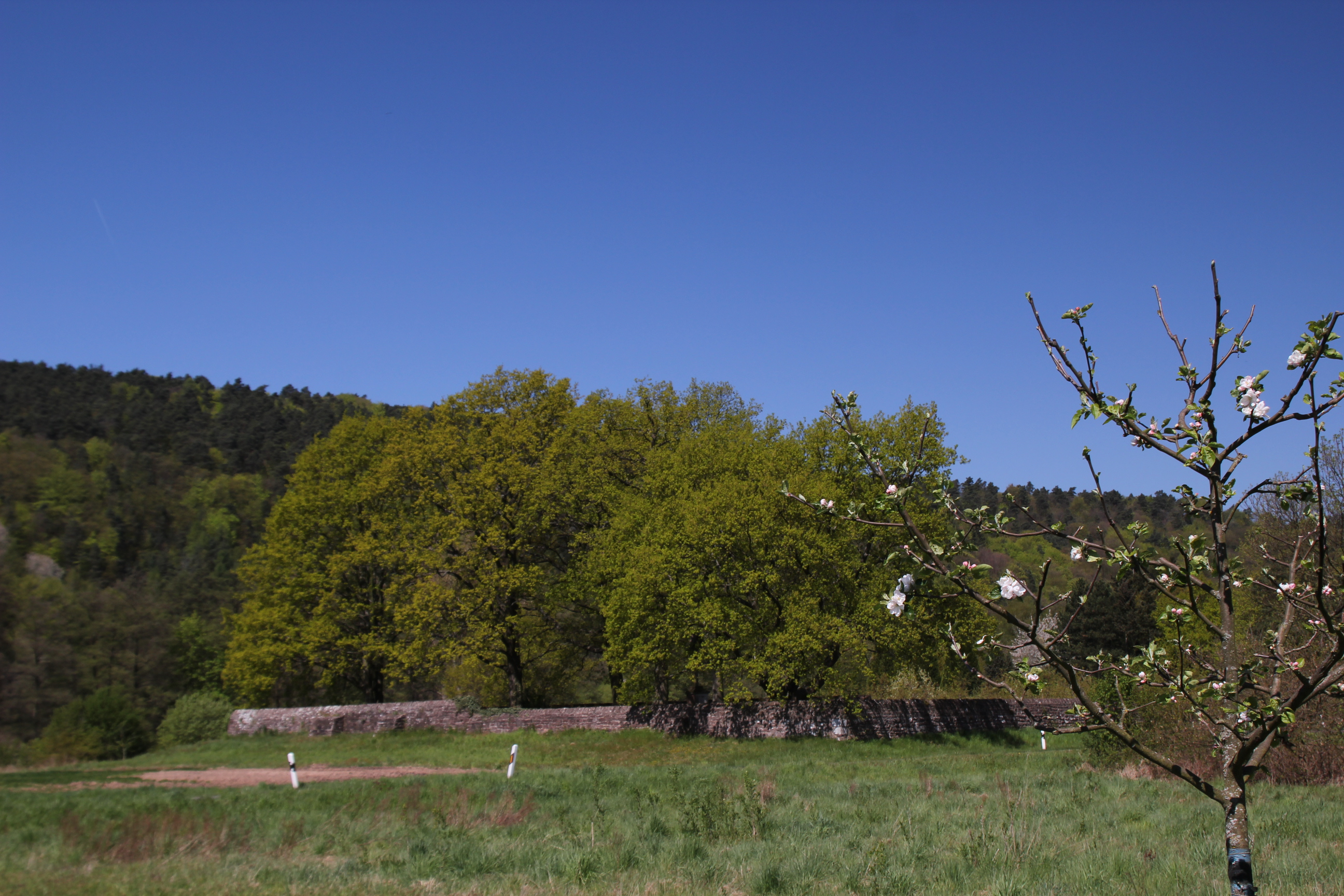
Grubingen, gesehen aus südöstlicher Richtung, im Vordergrund die Staatsstraße 2309
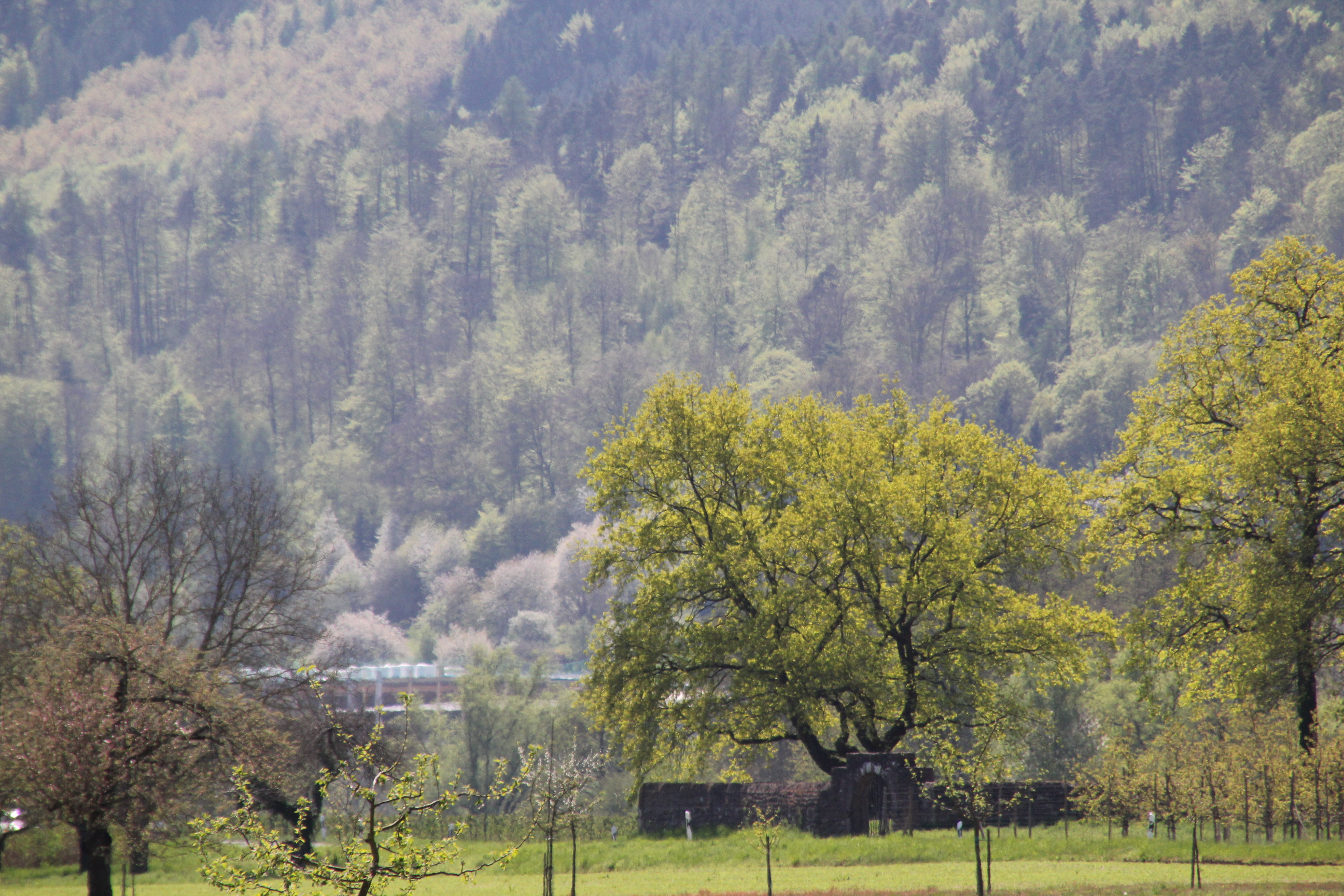
Grubingen, gesehen aus nördlicher Richtung

Heute ist von außen nur noch die Friedhofsmauer mit dem Rundbogen des Eingangsportals zu sehen. Diese Überreste der Gesamtanlage der Kirche liegen etwa 1,5 km südlich des heutigen Klingenberger Ortsteils Röllfeld zwischen der Staatsstraße 2309 nach Großheubach und dem Main. In der Mitte des ehemaligen Friedhofs befindet sich das Kruzifix mit der Gedenktafel für die Kirche, die das erzbischöfliche Mainzer Kommissariat in Aschaffenburg 1778 anbringen ließ.